# Сабуров, Сергей
Сергей Сабуров — российский промоутер, диджей, совладелец лейблов Hyperboloid Records, Internetghetto и Fuselab. В бывшем программный директор тюменской региональной радиостанции «Красная Армия».
Занимается менеджментом музыкантов Summer Of Haze, Pixelord, Bad Zu и многих других, а также мероприятиями и букингом артистов лейбла Hyperboloid Records. Организовал несколько сотен мероприятий по всей России и участвовал в проведении гастролей музыкантов в Европе, США и Китае.

## Биография
В 16 лет устроился помощником на первую радиостанцию Тюмени, вдохновившись новой музыкальной свободой: программа радио предлагала не только популярную музыку, но и множество новых имен из музыкального андеграунда того времени.
Ссылаясь на то, что в Тюмени не было своих интересных клубов, посещал вечеринки клуба “Люк” города Екатеринбурга.
На радио “Красная Армия” работал диджеем и программным директором. Также около 20 лет выходил в радиоэфир, как автор и ведущий тематических программ о «неформатной музыке»: таких как «Лампочка Ильича» и «Большие Маневры».
В нулевых становится популяризатором как экспериментальной, так и популярной электронной музыки, а особенно разнообразных “бейс” жанров: джангла, грайма, дабстепа, футворка, джука и прочих.
В 2005 году совместно с Дмитрием Da Fat и Ильей Mosquite запустил промо-группу EZHPROM, в которой поставили для себя миссию организовывать неформатные музыкальные мероприятия в Тюмени, которые не были бы привязаны к одному клубу. За последующие десять лет EZHPROM привезли в Сибирь целый ряд музыкантов из Европы и Америки: Slugabed, Rotator, fLako, IGOA, Kid 606 и многих других.
В 2010 году присоединился к лейблу Hyperboloid Records и совместно с Алексеем Девяниным (Pixelord) и Дмитрием Гариным внедрял и адаптировал в российскую клубную жизнь передовую бейс-электронику в диапазоне от джука и постдабстепа до вэйпорвейва и сипанка.
Организовал несколько сотен мероприятий по всей России, а также участвовал в организации гастролей российских артистов в Европе, США и Китае.

## Hyperboloid Records
Подробнее на основной статье (Hyperboloid Records).
В 2010 году присоединился к руководству лейбла Hyperboloid Records. Среди резидентов лейбла — музыканты Summer Of Haze, Bad Zu и Koloah и многие другие.
Помимо прочего с лейблом в разное время сотрудничали такие известные отечественные артисты, как Хаски, IC3PEAKи Nikita Zabelin. Hyperboloid Records дважды получал награду “Лейбл года” по версии Jagermeister Music Awards в 2015 и 2017 г. Под эгидой лейбла проходят вечеринки по всей России.

## Образовательная деятельность
Преподает курс музыкального продюсирования в Школе дизайна НИУ ВШЭ.
Также в составе Hyperboloid Records разработал вместе с Дмитрием Гариным и Алексеем Девяниным обучающий курс “Электронная музыка с нуля до PRO”, где преподают руководители и резиденты лейбла: Алексей Девянин, Дмитрий Гарин, Jan Amit, A. Fruit.